# Nahshon Wright
Nahshon Wright (East Palo Alto, 23 settembre 1998) è un giocatore di football americano statunitense che milita nel ruolo di cornerback per i Minnesota Vikings della National Football League (NFL).

## Carriera

### Dallas Cowboys
Wright al college giocò a football all'Università statale dell'Oregon. Fu scelto nel corso del terzo giro (99º assoluto) nel Draft NFL 2021 dai Dallas Cowboys. Debuttò come professionista subentrando nella gara del primo turno contro i Tampa Bay Buccaneers campioni in carica. Il 14 novembre contro gli Atlanta Falcons segnò un touchdown su un punt bloccato. La sua stagione da rookie si concluse con 9 tackle in 13 presenze, di cui una come titolare.

### Minnesota Vikings
Il 9 agosto 2024 Wright fu scambiato con i Minnesota Vikings per il cornerback Andrew Booth Jr..